# Delfini Taranto
I Delfini Taranto sono una squadra di football americano e di flag football di Taranto. Sono stati fondati nel 2002, hanno partecipato nel 2002 e 2003 al primo livello del campionato della FIDAF (all'epoca non ancora federazione ufficialmente riconosciuta dal CONI). Nel 2004 tornano in NFLI, disputando la Serie B come Delfini Trucks Puglia. Nel 2005 tornano indipendenti dai Trucks e giocano la serie C. Hanno riaperto nel 2013 con i settori giovanili di football e flag football.

## Dettaglio stagioni

### Tornei nazionali

#### Arena League/Eleven League
Questi tornei svolti durante un periodo di scissione federale - pur essendo del massimo livello della loro federazione - non sono considerati ufficiali.
| Stagione | regular season | regular season | regular season | regular season | regular season | regular season | playoff | playoff | playoff | playoff | playoff | playoff    | playoff         |
|          | Vin            | Par            | Per            | Tot            | PF             | PS             | Vin     | Per     | Tot     | PF      | PS      | risultato  | avversaria      |
| -------- | -------------- | -------------- | -------------- | -------------- | -------------- | -------------- | ------- | ------- | ------- | ------- | ------- | ---------- | --------------- |
| 2002     | 6              | 0              | 0              | 6              | 126            | 52             | 0       | 1       | 1       | 26      | 32      | Semifinale | Corsari Palermo |
| 2003     | 0              | 0              | 6              | 6              | 50             | 185            | 0       | 1       | 1       | 0       | 42      | Semifinale | Sharks Palermo  |
| Totale   | 6              | 0              | 6              | 12             | 176            | 237            | 0       | 2       | 2       | 26      | 74      |            |                 |

Fonte: Enciclopedia del Football - A cura di Roberto Mezzetti

#### Serie A2/B (secondo livello)
| Stagione | regular season | regular season | regular season | regular season | regular season | regular season | playoff | playoff | playoff | playoff | playoff | playoff   | playoff    |
|          | Vin            | Par            | Per            | Tot            | PF             | PS             | Vin     | Per     | Tot     | PF      | PS      | risultato | avversaria |
| -------- | -------------- | -------------- | -------------- | -------------- | -------------- | -------------- | ------- | ------- | ------- | ------- | ------- | --------- | ---------- |
| 2004     | 1              | 0              | 7              | 8              | 57             | 304            | -       | -       | -       | -       | -       | -         | -          |
| Totale   | 1              | 0              | 7              | 8              | 57             | 304            | -       | -       | -       | -       | -       |           |            |

Fonte: Enciclopedia del Football - A cura di Roberto Mezzetti

#### Serie B (terzo livello)/C/Terza Divisione
| Stagione | regular season | regular season | regular season | regular season | regular season | regular season | playoff | playoff | playoff | playoff | playoff | playoff   | playoff               |
|          | Vin            | Par            | Per            | Tot            | PF             | PS             | Vin     | Per     | Tot     | PF      | PS      | risultato | avversaria            |
| -------- | -------------- | -------------- | -------------- | -------------- | -------------- | -------------- | ------- | ------- | ------- | ------- | ------- | --------- | --------------------- |
| 2005     | 1              | 0              | 4              | 5              | 14             | 212            | -       | -       | -       | -       | -       | -         | -                     |
| 2016     | 3              | 0              | 3              | 6              | 82             | 105            | 0       | 1       | 1       | 6       | 47      | Wild Card | Nuovi Grifoni Perugia |
| 2017     | 3              | 0              | 3              | 6              | 128            | 78             | 0       | 1       | 1       | 6       | 12      | Wild Card | Veterans Grosseto     |
| Totale   | 7              | 0              | 10             | 17             | 224            | 395            | 0       | 2       | 2       | 12      | 59      |           |                       |

Fonte: Enciclopedia del Football - A cura di Roberto Mezzetti

### Riepilogo fasi finali disputate
| Anno | Luogo   | Evento      | Fase del torneo | Incontro                          | Risultato |
| 2002 | Taranto | Arena Bowl  | Semifinale      | Delfini Taranto - Corsari Palermo | 26 - 32   |
| 2003 | Palermo | Eleven Bowl | Semifinale      | Sharks Palermo - Delfini Taranto  | 42 - 0    |